# Civilminister
Civilministern, är den minister i ett lands regering som är ansvarig för regeringens samarbete med landets kommuner regioner eller snarlikt.